# アルファベット・パスタ

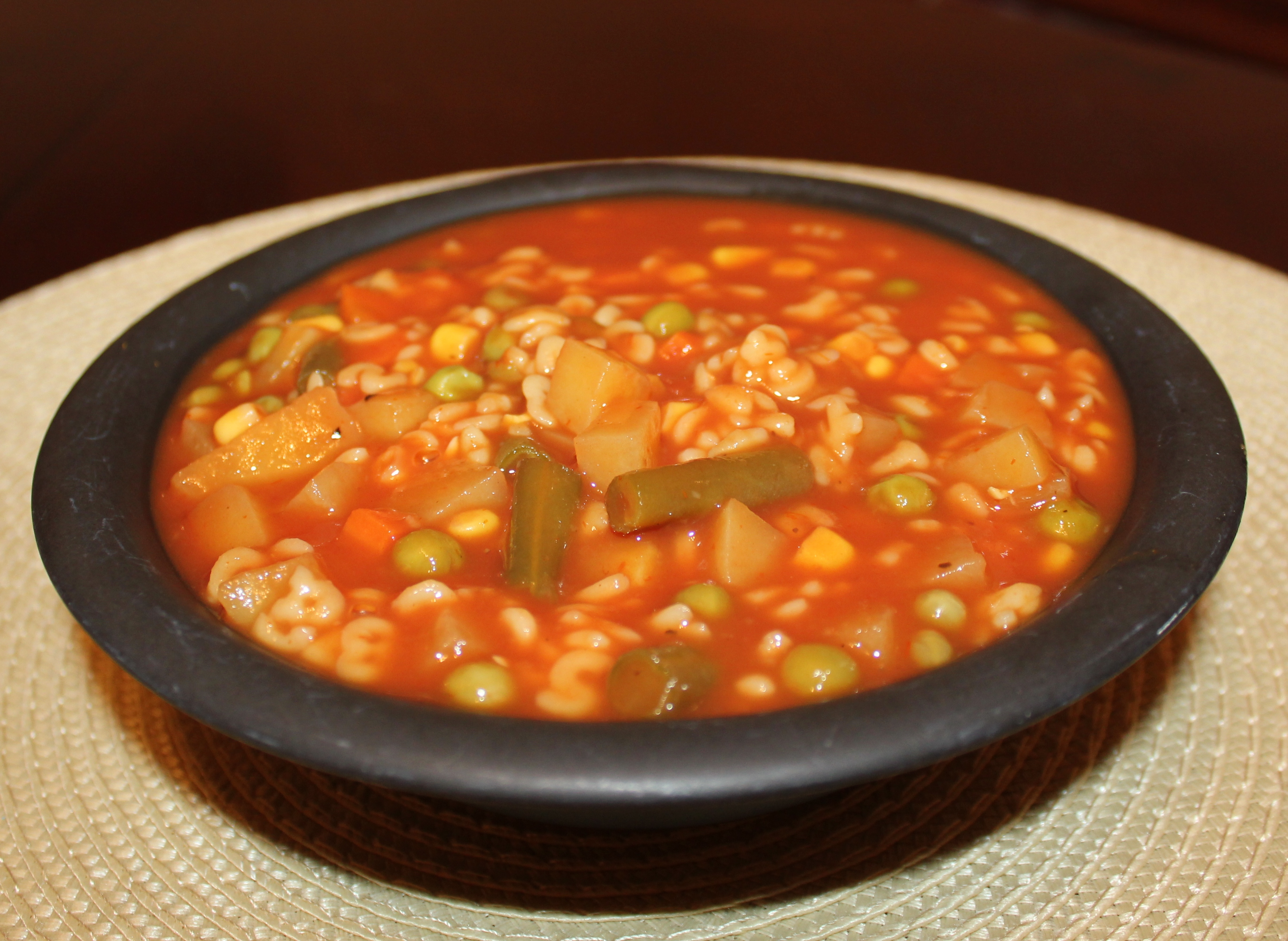
アルファベット・スープ

アルファベット・パスタ(alphabet pasta)またはアルファベッティ・スパゲッティ(alphabetti spaghetti)とは、アルファベットの形をしたパスタである。スープに入れて煮込んだアルファベット・スープや、マリナーラソースやトマトソースで和えたアルファゲッティ(Alphagetti)として供されることが多い。アルファベット・スープは、日本ではABCスープと呼ばれることもある。

## アルファベット・スープ
アルファベットスープをいつ誰が発明したのかはわかっていない。1877年初頭のパリでは、食料品店が「アルファベットを刻んだスープ用のマカロニ」を販売し、レストランでは「アルファベットの形に切ったマカロニやヴェルミチェッリで作ったおいしいスープ」が出されていた。シカゴ・ヘラルド・クッキング・スクールが1883年に出したレシピ本には、「文字を刻んだマカロニと同じ材料のアルファベット・パスタ」などのパスタを使ったスープのレシピが掲載されていた。1900年1月、ニューヨークのホテル「オー・リオン・ドール」のメニューにアルファベット・スープが登場した。1908年、ウィルバー・ライトはフランスのル・マンでアルファベット・スープを食べている。
「アルファベット・スープ」という言葉は、言語学において頭字語や略語の多さを表す言葉（アルファベット・スープ (言語学)を参照）としても使われるが、この用法と実在の料理のどちらが先に生まれたのかも不明である。料理史家のジャネット・クラークソンは、「私がこれまでに見たアルファベット・スープの比喩的用法の最も古い用例は、『ライフ』の創刊者ジョン・エイムズ・ミッチェルが1883年に書いた、『息子にビジネスのアルファベット・スープを教える』という記述である」と述べている。
アメリカ合衆国では、缶入りのアルファベット・スープが市販されており、子供への教育用としてよく買われている。キャンベル社のアルファベット・パスタをトマトソースで煮込んだものが有名である。ハインツ社も缶入りのアルファベット・スープを60年間販売していたが、1990年に製造中止になった。その後、2005年に販売を再開した。